# Liu Gang
Liu Gang (Liaoyuan, 30 januari 1961) is een Chinees-Amerikaans wiskundige, natuurkundige en informaticus. Hij wordt bezien als een van de leiders van de studentenopstand op het Plein van de Hemelse Vrede in Peking op 4 juni 1989. In mei 1996 kwam hij in de Verenigde Staten terecht op de Columbia-universiteit waar hij informatica studeerde.